# Tangsi Baru
Tangsi Baru is een bestuurslaag in het regentschap Kepahiang van de provincie Bengkulu, Indonesië. Tangsi Baru telt 1563 inwoners (volkstelling 2010).